# تترایدید تلوریم
تترایدید تلوریم (به انگلیسی: Tellurium tetraiodide) با فرمول شیمیایی TeI۴ یک ترکیب شیمیایی است. که جرم مولی آن 635.22 g/mol می‌باشد. شکل ظاهری این ترکیب، بلورهای سیاه است.